# فهرست رئیس‌جمهورهای ایتالیا
در اینجا فهرست رئیس‌جمهورهای ایتالیا (ایتالیایی: Presidente della Repubblica) از سال ۱۹۴۸ ارائه شده‌است. کاخ کیرینال در رم اقامتگاه رسمی رئیس‌جمهور ایتالیا است. ۱۲ رئیس‌جمهور این کشور تنها از ۶ ناحیه از ۲۰ ناحیه کشور هستند؛ سه تا اهل کامپانیا (هر سه متولد ناپل) و سه تای دیگر اهل پیمونت، دوتا اهل ساردینیا (هر دو متولد ساساری) و دوتا اهل توسکانی، یکی اهل لیگوریا و یکی اهل سیسیل.

## رئیس‌جمهورهای ایتالیا (۱۹۴۸–تاکنون)
| PLI DC PSDI PSI DS مستقل | PLI DC PSDI PSI DS مستقل | PLI DC PSDI PSI DS مستقل          | PLI DC PSDI PSI DS مستقل | PLI DC PSDI PSI DS مستقل | PLI DC PSDI PSI DS مستقل | PLI DC PSDI PSI DS مستقل | PLI DC PSDI PSI DS مستقل           | PLI DC PSDI PSI DS مستقل | PLI DC PSDI PSI DS مستقل                        |
| ردیف                     | تصویر                    | نام (تولد–مرگ)                    | دوره کار                 | دوره کار                 | مدت تصدی (سال و روز)     | حزب در هنگام انتخابات    | حزب در هنگام انتخابات              | انتخابات                 | نخست‌وزیر                                        |
| ------------------------ | ------------------------ | --------------------------------- | ------------------------ | ------------------------ | ------------------------ | ------------------------ | ---------------------------------- | ------------------------ | ----------------------------------------------- |
| ۱                        |                          | انریکو دی نیکولا (۱۸۷۷–۱۹۵۹)      | ۱ ژانویه ۱۹۴۸            | ۱۲ مه ۱۹۴۸               | ۱۲۱ روز                  |                          | Italian Liberal Party              | ۱۹۴۶                     | د گاسپری                                        |
| ۲                        |                          | لوئیجی ایناودی (۱۸۷۴–۱۹۶۱)        | ۱۲ مه ۱۹۴۸               | ۱۱ مه ۱۹۵۵               | ۶ سال، ۳۶۴ روز           |                          | Italian Liberal Party              | ۱۹۴۸                     | د گاسپری پلا فانفانی اسکلبا                     |
| ۳                        |                          | جیووانی گرونچی (۱۸۸۷–۱۹۷۸)        | ۱۱ مه ۱۹۵۵               | ۱۱ مه ۱۹۶۲               | ۷ سال، ۰ روز             |                          | Christian Democracy                | ۱۹۵۵                     | اسکلبا سنی زولی فانفانی سنی تامبرونی            |
| ۴                        |                          | آنتونیو سنی (۱۸۹۱–۱۹۷۲)           | ۱۱ مه ۱۹۶۲               | ۶ دسامبر ۱۹۶۴            | ۲ سال، ۲۰۹ روز           |                          | Christian Democracy                | ۱۹۶۲                     | Fanfani Leone Moro                              |
| ۵                        |                          | جوزپه ساراگات (۱۸۹۸–۱۹۸۸)         | ۲۹ دسامبر ۱۹۶۴           | ۲۹ دسامبر ۱۹۷۱           | ۷ سال، ۰ روز             |                          | Italian Democratic Socialist Party | ۱۹۶۴                     | مورو لئونه رومور کلمبو                          |
| ۶                        |                          | جووانی لئونه (۱۹۰۸–۲۰۰۱)          | ۲۹ دسامبر ۱۹۷۱           | ۱۵ ژوئن ۱۹۷۸             | ۶ سال، ۱۶۸ روز           |                          | Christian Democracy                | ۱۹۷۱                     | کلمبو آندرئوتی رومور مورو آندرئوتی              |
| ۷                        |                          | ساندرو پرتینی (۱۸۹۶–۱۹۹۰)         | ۹ ژوئیه ۱۹۷۸             | ۲۹ ژوئن ۱۹۸۵             | ۶ سال، ۳۶۱ روز           |                          | Italian Socialist Party            | ۱۹۷۸                     | آندرئوتی کسیگا فورلینی اسپادولینی فانفانی کراشی |
| ۸                        |                          | فرانچسکو کسیگا (۱۹۲۸–۲۰۱۰)        | ۳ ژوئن ۱۹۸۵              | ۲۸ آوریل ۱۹۹۲            | ۶ سال، ۳۰۰ روز           |                          | Christian Democracy                | ۱۹۸۵                     | کراشی فانفانی گوریا د میتا آندرئوتی             |
| ۹                        |                          | اسکار لویجی اسکالفارو (۱۹۱۸–۲۰۱۲) | ۲۸ مه ۱۹۹۲               | ۱۵ مه ۱۹۹۹               | ۶ سال، ۳۵۲ روز           |                          | Christian Democracy                | ۱۹۹۲                     | آماتو چیامپی برلوسکونی دینی پرودی دالما         |
| ۱۰                       |                          | کارلو آدزلیو چیامپی (۱۹۲۰–۲۰۱۶)   | ۱۸ مه ۱۹۹۹               | ۱۵ مه ۲۰۰۶               | ۶ سال، ۳۶۲ روز           |                          | مستقل                              | ۱۹۹۹                     | دالما آماتو برلوسکونی                           |
| ۱۱                       |                          | جورجو ناپولیتانو (۱۹۲۵–۲۰۲۳)      | ۱۵ مه ۲۰۰۶               | ۱۴ ژانویه ۲۰۱۵           | ۸ سال، ۲۴۴ روز           |                          | Democrats of the Left/ مستقل       | ۲۰۰۶                     | پرودی برلوسکونی مونتی لتا رنتسی                 |
| ۱۱                       | ۲۰۱۳                     | جورجو ناپولیتانو (۱۹۲۵–۲۰۲۳)      | ۱۵ مه ۲۰۰۶               | ۱۴ ژانویه ۲۰۱۵           | ۸ سال، ۲۴۴ روز           |                          | Democrats of the Left/ مستقل       |                          | پرودی برلوسکونی مونتی لتا رنتسی                 |
| ۱۲                       |                          | سرجو ماتارلا (متولد ۱۹۴۱)         | ۳ فوریه ۲۰۱۵             | تاکنون                   | ۱۰ سال، ۴۳ روز           |                          | مستقل                              | ۲۰۱۵                     | رنتسی جنتیلونی کونته                            |

## جانشین رئیس دولت
کفیل ریاست‌جمهوری (ایتالیایی: Presidente supplente della Repubblica) مقامی است که صریحاً در قانون اساسی ایتالیا پیش‌بینی نشده‌است، اما از مفاد مندرج در ماده ۸۶ ناشی می‌شود. در موارد متعددی، مقامات مجبور بودند در غیاب رئیس دولت وساطت کنند (خصوصاً در صورت استعفای رئیس‌جمهور یا مشکلات سلامتی) و تا مشخص شدن رئیس‌جمهور بعدی، یک کفیل را برای مقام ریاست‌جمهوری انتخاب کنند.
| DC PLI PRI PPI PD مستقل | DC PLI PRI PPI PD مستقل       | DC PLI PRI PPI PD مستقل | DC PLI PRI PPI PD مستقل | DC PLI PRI PPI PD مستقل | DC PLI PRI PPI PD مستقل | DC PLI PRI PPI PD مستقل  | DC PLI PRI PPI PD مستقل | DC PLI PRI PPI PD مستقل |
| تصویر                   | نام (تولد–مرگ)                | دوره کار                | دوره کار                | مدت تصدی (سال و روز)    | حزب در هنگام انتخابات   | حزب در هنگام انتخابات    | انتخابات                |                         |
| رئیس موقت دولت          | رئیس موقت دولت                | رئیس موقت دولت          | رئیس موقت دولت          | رئیس موقت دولت          | رئیس موقت دولت          | رئیس موقت دولت           | رئیس موقت دولت          | رئیس موقت دولت          |
| ----------------------- | ----------------------------- | ----------------------- | ----------------------- | ----------------------- | ----------------------- | ------------------------ | ----------------------- | ----------------------- |
|                         | آلچیده د گاسپری (۱۸۸۱–۱۹۵۴)   | ۱۲ ژوئن ۱۹۴۶            | ۲۸ ژوئن ۱۹۴۶            | ۱۶ روز                  |                         | Christian Democracy      | —                       |                         |
|                         | انریکو دی نیکولا (۱۸۷۷–۱۹۵۹)  | ۲۸ ژوئن ۱۹۴۶            | ۱ ژانویه ۱۹۴۸           | ۱ سال، ۱۸۷ روز          |                         | Italian Liberal Party    | ۱۹۴۶                    |                         |
| کفیل ریاست‌جمهوری        |                               |                         |                         |                         |                         |                          |                         |                         |
|                         | چزاره مرزاگورا (۱۸۹۸–۱۹۹۱)    | ۶ دسامبر ۱۹۶۴           | ۲۹ دسامبر ۱۹۶۴          | ۲۳ روز                  |                         | مستقل                    | —                       |                         |
|                         | آمینتوره فانفانی (۱۹۰۸–۱۹۹۹)  | ۱۵ ژوئن ۱۹۷۸            | ۹ ژوئیه ۱۹۷۸            | ۲۴ روز                  |                         | Christian Democracy      | —                       |                         |
|                         | فرانچسکو کسیگا (۱۹۲۸–۲۰۱۰)    | ۲۹ ژوئن ۱۹۸۵            | ۳ ژوئیه ۱۹۸۵            | ۴ روز                   |                         | Christian Democracy      | —                       |                         |
|                         | جووانی اسپادولینی (۱۹۲۵–۱۹۹۴) | ۲۸ آوریل ۱۹۹۲           | ۲۸ مه ۱۹۹۲              | ۳۰ روز                  |                         | Italian Republican Party | —                       |                         |
|                         | نیکولا مانچینو (۱۹۳۱–)        | ۱۵ مه ۱۹۹۹              | ۱۸ مه ۱۹۹۹              | ۳ روز                   |                         | Italian People's Party   | —                       |                         |
|                         | پیترو گراسو (۱۹۴۵–)           | ۱۴ ژانویه ۲۰۱۵          | ۳ فوریه ۲۰۱۵            | ۲۰ روز                  |                         | حزب دموکراتیک            | —                       |                         |